# (734) Benda
(734) Benda es un asteroide perteneciente al cinturón de asteroides descubierto el 11 de octubre de 1912 por Johann Palisa desde el observatorio de Viena, Austria.
Está nombrado en honor de Anna Benda, segunda esposa del descubridor.